# Математика. Поиск истины
«Математика. Поиск истины» (англ. Mathematics and the Search for Knowledge) — книга американского профессора математики Мориса Клайна. Частично пересекаясь с его предыдущий книгой «Математика. Утрата определённости», книга рассказывает о развитии математических идей как об источнике знаний человека об окружающем мире, начиная с астрономических теорий древних греков и заканчивая современными теориями.
В отличие от многочисленных теорий, появлявшихся с античных времен и до теории тяготения Ньютона включительно, описывавших различные физические явления окружающего мира, которые были часто интуитивно понятны или могли быть механически объяснены, все современные теории, такие как электромагнетизм, теория относительности, квантовая механика имеют математическое описание реальности, которому невозможно дать наглядную интерпретацию доступную нашим органам чувств.
О понятиях, которые появляются и используются в этих теориях для описания реальности, известно единственное − математические соотношения, которым они удовлетворяют (например, электромагнитная волна, корпускулярно-волновой дуализм, четырехмерное пространство-время или электрон).
Из-за ограниченных возможностей наших органов чувств (например, из всего спектра электромагнитного излучения человеческий глаз различает лишь небольшую часть) и способности вводить нас в заблуждения (например, обман зрения), человек вынужден прибегать к использованию математики, как инструменту, который позволяет не только компенсировать несовершенство наших органов чувств, но также получать новые знания, не доступные нашему чувственному восприятию.
Автор подводит к мысли, что окружающий нас мир есть не то, что доступно нам в ощущениях, а скорее то, что говорят созданные человеком математические теории.
Из авторского «Вступления» к книге:
«…главное внимание здесь уделено описанию того, что мы узнаем о реальностях окружающего мира посредством одной лишь математики. Не вдаваясь в изложение идей и методов самой математики, я постараюсь рассказать о том, какие черты основных явлений современного мира мы постигаем с её помощью.»
«Вопреки впечатлению, которое обычно складывается у тех, кому довелось прослушать курс математики в стенах учебного заведения, математика — это не просто набор более или менее хитроумных приемов для решения задач. Математика открывает нам немало такого, о чем мы не знали и даже не подозревали, хотя речь идет о явлениях весьма существенных, и нередко её выводы противоречат нашему чувственному восприятию. Математика — суть нашего знания о реальном мире. Она не только выходит за пределы чувственного восприятия, но и оказывает на него воздействие.»

## Переводы на русский язык
- Клайн М. Математика. Утрата определённости. — М.: Мир, 1984. — 446 с.
- Клайн М. Математика. Поиск истины. — М.: Мир, 1988. — 295 с.

Обе книги переизданы в 2007 г. в издательстве «РИМИС».